# Nikolai Tornø Narvestad
Nikolai Tornø Narvestad (1992) è un ex sciatore alpino norvegese.

## Biografia
Attivo in gare FIS dal novembre del 2007, Narvestad ha esordito in Coppa Europa il 28 novembre 2010 a Trysil in slalom gigante, senza completare la prova; tale gara sarebbe rimasta l'unica che disputato nel circuito continentale europeo giacché nel prosieguo della carriera ha gareggiato prevalentemente in Nor-Am Cup, dove ha esordito il 6 dicembre 2011 a Nakiska in supergigante (26º), ha ottenuto il suo unico podio il 31 gennaio 2013 a Vail in slalom gigante (2º) e ha preso per l'ultima volta il via il 17 marzo 2013 a Calgary Olympic Park il 17 marzo 2013 in slalom speciale, senza completare la prova.
Si è ritirato al termine della stagione 2013-2014 e la sua ultima gara è stata uno slalom speciale FIS disputato il 31 marzo a Sun Valley, non completato da Narvestad; in carriera non ha  debuttato in Coppa del Mondo né preso parte a rassegne olimpiche o iridate.

## Palmarès

### Nor-Am Cup
- Miglior piazzamento in classifica generale: 52º nel 2013
- 1 podio:
  - 1 secondo posto